# Frits Cassing
Johan Friedrich (Frits) Cassing (Amsterdam, 7 september 1898 – aldaar, 3 december 1982) was een Nederland biljarter. Hij nam in de seizoenen 1924–1925 en 1925–1926 deel aan het Nederlands kampioenschap ankerkader 45/2 in de ereklasse.

## Titel
- Nederlands kampioen (1x)

Ankerkader 45/2: 3e klasse 1923–1924

## Deelname aan Nederlandse kampioenschappen in de Ereklasse
| Nr. | Kampioenschap     | Plaats    | Klassering | Alg. gemiddelde |
| --- | ----------------- | --------- | ---------- | --------------- |
| 1.  | AK 45/2 1924–1925 | Rotterdam | 6e         | 7,32            |
| 2.  | AK 45/2 1925–1926 | Amsterdam | 6e         | 8,59            |